# Quercus daimingshanensis
Quercus daimingshanensis är en bokväxtart som först beskrevs av Shu Kang Lee, och fick sitt nu gällande namn av Cheng Chiu Huang. Quercus daimingshanensis ingår i släktet ekar, och familjen bokväxter. Inga underarter finns listade.